# Halectinosoma travei
Halectinosoma travei är en kräftdjursart som beskrevs av Soyer 1972. Halectinosoma travei ingår i släktet Halectinosoma och familjen Ectinosomatidae. Inga underarter finns listade i Catalogue of Life.